# Station Imamiya
Station Imamiya (今宮駅, Imamiya-eki) is een spoorwegstation in de wijk Naniwa-ku in Osaka, Japan. Het wordt aangedaan door de Osaka-ringlijn en de Yamatoji-lijn. Het station heeft 4 sporen.

## Lijnen

### JR West
| 1 | ■Yamatoji-lijn                             | naar Tennoji en Nara                               |
| 2 | ■ Yamatoji-lijn                            | naar JR Namba                                      |
| 3 | ■Osaka-ringlijn                            | naar Bentencho, Nishikujo, Osaka en Universal City |
| 4 | ■Osaka-ringlijn ■Yamatoji-lijn (sneltrein) | naar Shin-Imamiya, Tennōji en Tsuruhashi naar Nara |

## Geschiedenis
Het station werd in 1899 geopend aan de toenmalige Kansai-spoorlijn (thans bestaande uit de Kansai-lijn, de Osaka-ringlijn en de Yamatoji-lijn). Voor de Tweede Wereldoorlog reed er ook nog een trein naar de haven van Osaka, maar deze lijn werd in 1961 opgenomen in de Osaka-ringlijn. In 1966 wilde men het station opdoeken (het lag te dicht bij de nieuwe stations Ashiharabashi en Shin-Imamiya), maar bewoners waren er tegen en het plan werd afgeblazen.
Het station werd in 1994, 1996 & 1997 verbouwd tot een viersporig station en heeft sindsdien haar huidige vorm.

## Stationsindeling
Het station kent een opmerkelijke indeling; door de verbouwingen in het midden van de jaren 90 zijn er boven het maaiveld drie sporen (sporen 1 t/m 3, waarvan sporen 2 & 3 aan een eilandperron liggen) en een niveau er boven er nog een (spoor 4).

## Stationsomgeving
- Lawson
- Kōnan

Osaka · Fukushima · Noda · Nishikujo · Bentencho · Taisho · Ashiharabashi · Imamiya · Shin-Imamiya · Tennoji · Teradacho · Momodani · Tsuruhashi · Tamatsukuri · Morinomiya · Osakajo-koen · Kyobashi · Sakuranomiya · Temma · Osaka
(Kansai-lijn<<) Kamo · Kizu · Narayama · Nara · Kōriyama · Yamato-Koizumi · Hōryūji · Ōji · Sangō · Kawachi-Katakami · Takaida · Kashiwara · Shiki · Yao · Kyūhōji · Kami · Hirano · Tōbu-Shijō-mae · Tennōji · Shin-Imamiya · Imamiya (>>Osaka-ringlijn) · JR Namba